# Nationalhymne Turkmenistans
Die Nationalhymne Turkmenistans trägt den Titel Garaşsyz, Bitarap, Türkmenistanyň döwlet gimni (dt. in etwa: Die Staatshymne des unabhängigen und neutralen Turkmenistan). Die Melodie stammt von Weli Muhadow (1916–2005). Der frühere Text des erst seit 1991 unabhängigen Staates ging im Wesentlichen auf den ehemaligen Präsidenten Saparmyrat Nyýazow zurück. Der von 1991 bis zu seinem Tod im Jahr 2006 despotisch herrschende Staatschef ließ sich selbst Türkmenbaşy (Führer aller Türkmenen) nennen und betrieb einen extremen Personenkult. So verehrte die Hymne nicht nur Turkmenistan, sondern auch Nyýazow. Im Dezember 2008 wurde der Text geändert, die Erwähnungen des Türkmenbaşy wurden getilgt, der Staat wird jetzt als „geniale Schöpfung des Volkes“ (statt „des Türkmenbaşy“) apostrophiert.

## Turkmenische Version (bis Dezember 2008)
Garaşsyz, Bitarap,Türkmenistanyň döwlet gimni
Türkmenbaşyň guran beýik binasy

Berkarar döwletim, jigerim – janym.

Başlaryň täji sen, diller senasy

Dünýä dursun, sen dur, Türkmenistanym!

Janym gurban sana, erkana ýurdum

Mert pederleň ruhy bardyr könülde.

Bitarap, Garaşsyz topragyn nurdur

Baýdagyn belentdir dünýan önünde.

Türkmenbaşyň guran beýik binasy

Berkarar döwletim, jigerim – janym.

Başlaryň täji sen, diller senasy

Dünýä dursun, sen dur, Türkmenistanym!

Gardaşdyr tireler, amandyr iller

Owal-ahyr birdir bizin ganymyz.

Harasatlar almaz, syndyrmaz siller

Nesiller döş gerip gorar şanymyz.

Türkmenbaşyň guran beýik binasy,

Berkarar döwletim, jigerim – janym.

Başlaryň täji sen, diller senasy,

Dünýä dursun, sen dur, Türkmenistanym!

Arkamdyr bu daglar, penamdyr düzler

Ykbalym, namysym, togabym, Watan!

Sana şek ýetirse, kör bolsun gözler

Geçmişim, geljegim, dowamym, Watan!

## Turkmenische Version (jetzt gültig)
Garaşsyz, Bitarap, Türkmenistanyň döwlet gimni
Janym gurban saňa, erkana ýurdum,

Mert pederleň ruhy bardyr köňülde.

Bitarap, garaşsyz topragyň nurdur,

Baýdagyň belentdir dünýäň öňünde.

Halkyň guran Baky beýik binasy,

Berkarar döwletim, jigerim-janym.

Başlaryň täji sen, diller senasy,

Dünýä dursun, sen dur, Türkmenistanym!

Gardaşdyr tireler, amandyr iller,

Owal-ahyr birdir biziň ganymyz.

Harasatlar almaz, syndyrmaz siller,

Nesiller döş gerip gorar şanymyz.

Halkyň guran Baky beýik binasy,

Berkarar döwletim, jigerim-janym.

Başlaryň täji sen, diller senasy,

Dünýä dursun, sen dur, Türkmenistanym!

## Deutsche Übersetzung
Ich bin bereit, Leben für unsere Heimatherde zu geben
Dem Geist der Vorfahren, für das Nachfahren berühmt sind
Heilig ist mein Land, meine Flagge weht in der Welt
Ein Symbol des großartigen, neutralen Staates weht
Die für immer großartige Schöpfung des Volkes
Die Heimat, der souveräne Staat
Für immer, das Licht und das Lied der Seele
Lang lebe und gedeihe, Turkmenistan!
Vereint ist meine Nation, und in den Adern der Stämmen
fließt das Blut unserer Vorfahren, unsterblich
Stürme und Unglücke der Zeit sind nicht schrecklich für uns
Lass uns den Ruhm und die Ehre stärken
Die für immer großartige Schöpfung des Volkes
Die Heimat, der souveräne Staat
Für immer, das Licht und das Lied der Seele
Lang lebe und gedeihe, Turkmenistan!